# Angelo Reyes

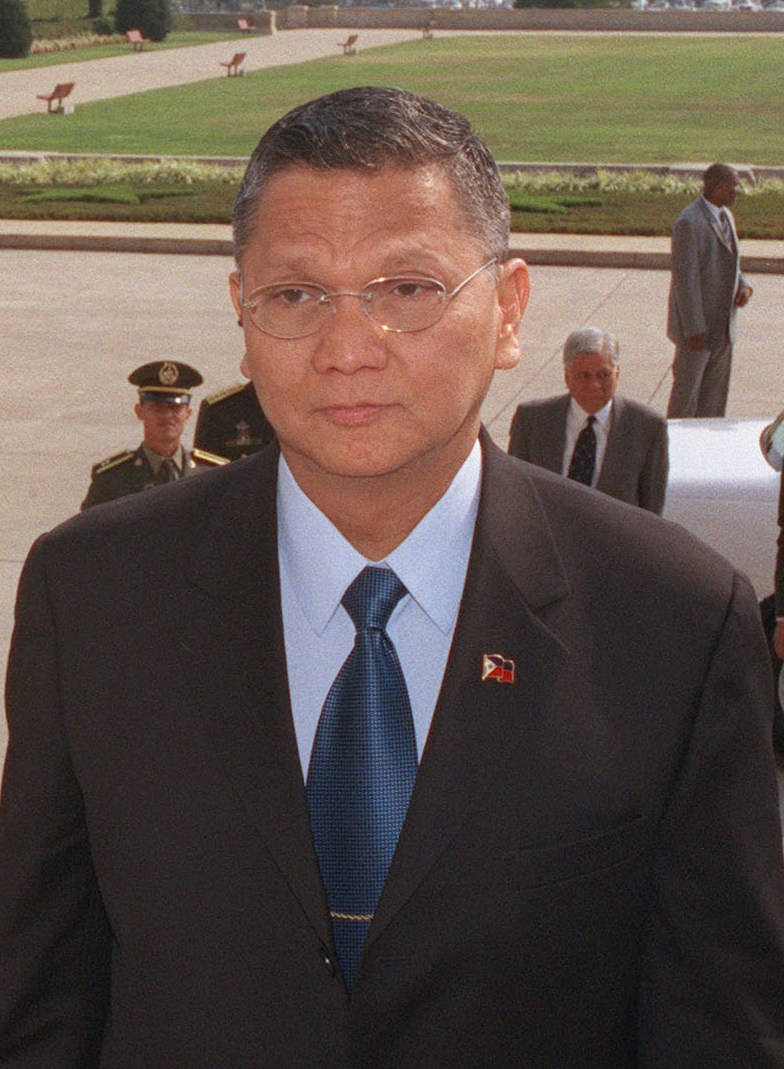
Angelo Reyes (August 2002)

Angelo Tomas Reyes (* 17. März 1945 in San Miguel, Manila; † 8. Februar 2011 in Quezon City) war ein philippinischer General und Politiker.

## Biografie
Nach dem Besuch der Cubao High School trat er als Soldat in die Streitkräfte (Armed Forces of the Philippines, AFP) ein und war Absolvent der Militärakademie (Philippine Military Academy, PMA), die er 1966 mit einem Bachelor of Science (B.Sc.) abschloss. Während seiner weiteren militärischen Laufbahn absolvierte er anschließend ein Postgraduiertenstudium in Betriebswirtschaftslehre am Asian Institute of Management, das er 1973 mit einem Master in Business Administration (M.B.A.) abschloss. 1991 beendete er ein weiteres Postgraduiertenstudium in Verwaltungslehre an der Harvard University mit einem Master in Public Administration.
Innerhalb der Streitkräfte stieg er 1998 zum Chef des Stabes (Chief of Staff) der AFP auf und bekleidete damit bis zu seiner Verabschiedung am 17. März 2001 den höchsten Militärposten innerhalb der Armee.
Im Anschluss wurde er von Präsidentin Gloria Macapagal-Arroyo am 19. März 2001 zum Verteidigungsminister (Secretary of Nationale Defense) ernannt sowie zugleich zum Vorsitzenden des Koordinationsrates für Nationale Desaster (National Disaster Coordinating Council). Mit der Ernennung würdigte die Präsidentin letztlich die Haltung von Reyes während der EDSA II-Rebellion, die zur Absetzung von Präsident Joseph Estrada führte und während deren sich Reyes an der Spitze des Militärs auf die Seite der Gegner Estradas gestellt hatte.
Nach seinem Ausscheiden aus dem Kabinett als Verteidigungsminister am 19. August 2003 wurde er am 26. Oktober 2003 Berater der Präsidentin bei Entführungsfällen sowie Vorsitzender der Nationalen Anti-Kidnapping Task Force (NAKTF). Darüber hinaus wurde er zusätzlich am 10. März 2004 Berater der Präsidentin in Maßnahmen gegen den Schmuggel und Chef der National Anti-Smuggling Task Force.
Am 12. Juli 2004 kehrte er ins Kabinett Macapagal-Arroyo zurück und wurde Minister für Inneres und Kommunalverwaltung (Secretary of Interior and Local Government). Im Rahmen einer Regierungsumbildung wurde er 2006 Minister für Umwelt und Natürliche Ressourcen (Secretary of Environment and Natural Ressources).
Seit einer weiteren Regierungsumbildung 2007 war er Energieminister (Secretary of Energy) im Kabinett Macapagal-Arroyo.
Reyes war verheiratet und hatte fünf Kinder.